# 경숙이 경숙아버지
《경숙이 경숙아버지》는 KBS 2TV에서 2009년 1월 21일부터 2009년 1월 29일까지 방송 되었던 KBS 2TV 수목 드라마로 사랑하면서도 대립하고 이해하면서도 갈등하며 성장하는 주인공들의 이야기를 다루고 있다.
한편 이 작품은 《대왕 세종》 후속 작품 《천추태후》가 채시라, 홍인영 등 주요 배우들의 잇따른 낙마 사고 뿐 아니라 올림픽으로 인해 중국에서 제작하는 드라마 의상 납품 일정에 차질이 생기자 이 드라마 자리에 대타로 들어갈 계획이었고 유준상이 조재수(경숙이 아버지) 역으로 낙점됐지만 영화 《천국의 향기》 촬영 스케줄과 맞물린 점 때문에 고사했는데 《천국의 향기》는 크랭크인이 일곱 번이나 무산된 끝에 제목을 <터치>로 변경한 한편 새로운 내용으로 바꿨다.
그러다가, 애초 돌아온 뚝배기 후속 작품으로 KBS 2TV 일일 드라마로 예정되었으나 KBS가 본 작품을 마지막으로 KBS 2TV 일일 드라마를 폐지하자 《바람의 나라》 후속 수목 드라마로 편성이 바뀐 《미워도 다시 한 번》의 준비 미비 탓인지 이 작품의 대타로 들어갔고 이 과정에서 최수종 조재현 등이 거론된 조재수 역에는 정보석이 낙점됐으며 유호정 등이 물망에 오른 경숙 어머니 역은 홍충민이 간신히 발탁됐고 《미워도 다시 한 번》은 해당 드라마의 후속으로 변경됐다.

## 등장 인물

### 주요 인물
- 심은경 : 조경숙 역
- 정보석 : 조재수 역 - 경숙의 아버지
- 홍충민 : 경숙의 어머니 역
- 정성화 : 박남식 역

### 경숙이네
- 정재순 : 경숙의 할머니 역
- 송일주 : 조경미 역 - 경숙이의 갓난 여동생

### 만근이네
- 정원중 : 고상필 역 - 풍물판에서 재수와 함께 잔뼈가 굵은 상쇠
- 서재욱 : 고만근 역 - 필의 아들, 경숙이의 충성스러운 또래 친구

### 은빈이네
- 조희봉 : 명랑 역 - 면서기
- 양소민 : 은빈의 어머니 역
- 유연미 : 은빈 역 - 경숙이를 친언니처럼 따르는 귀여운 꼬마

### 윤섭이네
- 안석환 : 최 사장 역 - 제분공장 사장, 마을 유지, 재수네 패거리에게는 고마운 전주
- 최수린 : 윤섭의 어머니 역
- 박건태 : 윤섭 역 - 최 사장네 막내아들
- 김종석 : 운짱 역 - 최 사장의 운전기사

### 그 외
- 채민희 : 지화자역 - 기생 술밥만 5년째 1~4회까지는 화자로 통칭됨... 3회에서 경숙이에게 물벼락 맞는씬 후 거명됨..
- 이민호 : 진수 역 - 인민군 소년병
- 최우칠 : 신 장구 역 - 장구의 명인, 재수가 동경하는 인물
- 박상철 : 지배인 역 - 부산 동래관의 실질적 지배자
- 이금주 : 마담 역 - 회춘옥의 여주인
- 박노식 : 국군병 역 - 참호속 왼팔에 칼로 이름 새기던 병사 71년생 박노식씨
- 김성태 : 김두한 역 - 당대 최고의 건달, 재수와 역사적인 조우
- 전유경 : 미자 역 - 제분공장의 여공 후라이팬 여공
- 최용민 : 군수 역
- 박희영 : 기생 1 역
- 구혜령 : 찐방댁 역
- 심성효 : 만근상대 역
- 가경빈 : 아이 1 역
- 남유현 : 아이 2 역
- 허인영 : 무당 역

## 참고 사항
- 정재순 (경숙 할머니 역)은 KBS 드라마본부의 연출자 홍석구 PD와 공채 동기[6]인 대왕 세종 연출자 김성근 PD가 조연출로 참여한 드라마 중의 하나였던[7] KBS 2TV 장녹수에서 연기자(정재순)-조연출자(김성근)로 호흡을 맞췄으며 홍석구 PD는 대왕 세종 후속작 천추태후 연출자 신창석 PD가 조연출로 참여한 드라마 중의 하나이자[8] 장녹수 후속이었던 KBS 2TV 서궁 조연출 중 한 명이었다.

## 수상 경력
- 2009년 제107회 한국PD연합회 예능·드라마부문 이달의 PD상[9]